# Lameroen
Een lameroen is een kleine wartelende haak die onder andere gebruikt wordt in touwslagerijen.
Via een lameroen op de slee van een touwbaan kunnen meerdere (3, 4 of 6 lijnen) tot een touw gedraaid worden.